# بوبي ماسون
بوبي ماسون (بالإنجليزية: Bobby Mason)‏ (22 مارس 1936 في المملكة المتحدة - ) هو لاعب كرة قدم بريطاني في مركز الهجوم. لعب مع وولفرهامبتون واندررز ونادي ليتون أورينت ونادي تشيلمسفورد ونادي بول تاون ونادي رينجرز ‏.

## وصلات خارجية
- بوبي ماسون على موقع قاعدة بيانات كرة القدم.إي يو (الإنجليزية)